# (719) Albert
Pour les articles homonymes, voir Albert.
(719) Albert est un astéroïde Amor, le second connu après (433) Éros.
Il a été découvert par Johann Palisa le 3 octobre 1911, mais a été ensuite perdu de vue. Il n'a été retrouvé qu'en 2000, sur des données de Spacewatch. Il avait alors été nommé 2000 JW8. À l'époque, c'était le dernier astéroïde « perdu » ((69230) Hermès ne fut nommé qu'en 2003).
Il est nommé Albert en l'honneur du baron Albert Freiherr von Rothschild.